# ۵۸۸ (میلادی)
۵۸۸ (میلادی) پانصد و هشتاد و هشتمین سال تقویم میلادی است.

## رویدادها
نخستین جنگ ساسانیان و ترکان

## درگذشتگان
‎